# Private Dancer
Private Dancer è il quinto album di Tina Turner uscito nel 1984, pubblicato dalla Capitol Records.

## Descrizione
Le sessioni di registrazione per l'album si sono svolte in diversi studi in Inghilterra, supervisionate da quattro diversi team di produzione, tra cui Rupert Hine, Martyn Ware e Ian Craig Marsh membro degli Heaven 17.
L'album ha segnato un radicale distacco dal ritmo e dal suono marcatamente rhythm and blues che aveva caratterizzato gli album precedenti con Ike Turner, essendo costituito da un mix di brani uptempo e ballate pop-rock, ma vi sono presenti anche elementi di smooth jazz e contemporary R&B.
Dopo un lungo periodo di difficoltà personali e professionali, causati dal divorzio da Ike e da una serie di insuccessi discografici, l'album ha catapultato Tina Turner nell'olimpo dello star system, diventando il suo primo vero successo commerciale globale, ottenendo certificazioni multi-platino in Austria, Canada, Germania, Regno Unito e Stati Uniti, dove, a tutt'oggi, rimane il suo album più venduto.

## Promozione

### Singoli
L'album ha prodotto numerosi singoli di grande successo, tra cui What's Love Got to Do with It, che ha toccato la vetta dei singoli più venduti della Billboard Hot 100 negli Stati Uniti, rimanendovi per tre settimane. Il brano è a tutt'oggi l'unico singolo di Tina Turner ad essere giunto alla prima posizione negli Stati uniti, vincendo ben tre Grammy Awards.
Sette dei dieci brani dell'album (nove negli Stati Uniti) sono stati estratti come singoli: oltre al già citato What's Love Got to Do with It, Let's Stay Together, che raggiunse il sesto posto nel Regno Unito ed il ventiseiesimo negli Stati Uniti, Help!, cover dei Beatles, Better Be Good to Me che toccò il quinto posto, Private Dancer, che raggiunse il settimo posto, I Can't Stand the Rain e Show Some Respect.

### Tour
L'album è stato supportato dal Private Dancer Tour, composto da 177 date, a partire dall'8 febbraio 1985 fino al 28 dicembre 1985.  Il tour si compose di 60 spettacoli in Europa, 105 in Nord America, 10 in Australia e 2 in Giappone. Tra gli opening acts in Nord America, si esibirono Glenn Frey e Mr. Mister. Oltre alle canzoni dell'album, la Turner ha eseguito i suoi successi del periodo in coppia con Ike Turner, come River Deep - Mountain High, Nutbush City Limits e Proud Mary.

## Successo commerciale
L'album fu pubblicato il 29 maggio 1984 e divenne un successo commerciale immediato. Ha conseguito cinque dischi di platino, per i cinque milioni di copie vendute nei soli Stati Uniti, vendendo al ritmo di circa duecentocinquanta mila copie alla settimana, nei primi due mesi di pubblicazione. In tutto il mondo l'album ha venduto oltre dodici milioni di copie, divenendo il disco più venduto dell'intera carriera della Turner.
Nel 1997 la EMI pubblicò un'edizione dell'album rimasterizzata digitalmente su CD, includendo quattro tracce demo aggiuntive, registrate tra la fine del 1983 e l'inizio del 1984 con il produttore John Carter, pubblicate per la prima volta come B-sides di alcuni dei singoli dell'album, oltre a tre extended remix.
Private Dancer è anche l'unico album in studio di Tina Turner ad essere stato ristampato in versione digitale rimasterizzata.
Nel 2015 è stata pubblicata un'edizione speciale per il trentesimo anniversario su etichetta Warner Music Group.

## Accoglienza
L'album ha ricevuto recensioni molto positive dalla critica. Il Los Angeles Times ha definito la voce della Turner come in grado di sciogliere il vinile, Debby Miller, in una recensione di Rolling Stone del luglio 1984, ha descritto l'album come un potente ritorno, con la voce della Turner roca ma forte, lodando in particolare la produzione dei brani, in linea con gli standard del pop mainstream ma, interpretati con anima ed emozione.
Robert Christgau ha lodato la cantante per aver conferito autorità, personalità e continuità ad un album con quattro diversi team di produzione.

## Tracce
1. I Might Have Been Queen – 4:11
2. What's Love Got to Do with It – 3:48
3. Show Some Respect – 3:19
4. I Can't Stand the Rain – 3:43
5. Private Dancer – 7:14
6. Let's Stay Together – 5:16
7. Better Be Good to Me – 5:12
8. Steel Claw – 3:50
9. Help – 4:31
10. 1984 – 3:10

## Classifiche

### Classifiche settimanali
| Classifica (1984-2025) | Posizione massima |
| ---------------------- | ----------------- |
| Australia              | 7                 |
| Austria                | 1                 |
| Canada                 | 2                 |
| Finlandia              | 5                 |
| Francia                | 14                |
| Germania               | 2                 |
| Norvegia               | 5                 |
| Nuova Zelanda          | 2                 |
| Paesi Bassi            | 3                 |
| Regno Unito            | 2                 |
| Spagna                 | 7                 |
| Stati Uniti            | 3                 |
| Stati Uniti (R&B)      | 1                 |
| Svezia                 | 7                 |
| Svizzera               | 3                 |
| Ungheria               | 7                 |

### Classifiche di fine anno
| Classifica (1984) | Posizione |
| ----------------- | --------- |
| Australia         | 17        |
| Canada            | 8         |
| Germania          | 17        |
| Nuova Zelanda     | 27        |
| Paesi Bassi       | 9         |
| Regno Unito       | 18        |
| Svizzera          | 6         |
| Classifica (1985) | Posizione |
| Australia         | 26        |
| Austria           | 1         |
| Germania          | 2         |
| Nuova Zelanda     | 15        |
| Regno Unito       | 16        |
| Stati Uniti       | 5         |
| Svizzera          | 1         |